# 中島孝之
中島 孝之（なかしま たかゆき、1942年 - ）は、元福岡県副知事。

## 経歴
1964年に西南学院大学商学部商学科を卒業した後、福岡県庁に入庁。地方課（現・市町村支援課）課長、商工部長、企画振興部長などを歴任した。1999年、後に全国知事会長となった麻生渡県知事の指名と議会の承認により福岡県副知事に就任。
2009年12月16日、福岡県町村会汚職事件にからみ詐欺容疑で逮捕されていた福岡県町村会の業務課参事らが、裏金を使って中島を複数回接待したと供述していることが報道され、19日に辞任を表明。21日に辞表を提出し受理された。接待疑惑については沈黙を守っているが、高級クラブやマージャン店などでの飲食代、ゴルフの接待、プロ野球観戦のチケット代の支払いを肩代わりしてもらったなどと報道されている。
福岡県町村会汚職事件の福岡県警の捜査は、後期高齢者医療制度発足に際して福岡県の広域連合組織にあたって県町村会に有利な計らいをしたお礼に、全国町村会・県町村会長を兼ねていた添田町長・山本文男から賄賂を受け取った贈収賄事件に発展し、2010年2月2日夜、山本ともども警察に逮捕された。収賄罪で起訴され、10月20日に懲役2年・執行猶予3年・追徴金100万円の有罪判決が言い渡された。